# Lindenbergia serpyllifolia
Lindenbergia serpyllifolia är en snyltrotsväxtart som beskrevs av M.L. Hjertson. Lindenbergia serpyllifolia ingår i släktet Lindenbergia och familjen snyltrotsväxter. Inga underarter finns listade i Catalogue of Life.